# Metamorfne kamnine
Metamorfne kamnine so skupina kamnin, ki nastajajo s preoblikovanjem že obstoječe kamnine, protolita, v novo kamnino v postopku metamorfizma. Metamorfizem ali metamorfóza (mineralno, kemično in/ali strukturno spreminjanje kamnin, navadno pri zvišanem tlaku in temperaturi v globljih delih litosfere) poteka zaradi izpostavljenosti protolitov ekstremnim temperaturam (nad 150 °C) in pritiskom, ki povzročajo fizikalne ali kemijske spremembe. Protolit pa je lahko vsakršna kamnina, tako sedimentna kot magmatska ali že poprej oblikovana metamorfna.
Metamorfne kamnine nastajajo v izjemnih pogojih globoko pod površjem Zemlje, prav tako pa tudi z intruzijo (vdorom) staljene, magmatske kamnine v trdno kamnino, in sicer zlasti na območju stika magme in trdnih kamnin v Zemljini skorji. Najti jih je kot sestavni del velikega dela slednje.
Pomembna delitev metamorfnih kamnin temelji na zgradbi posameznih tipov ter njihovi kemijski in mineralni sestavi. Te kamnine, ki se zaradi dviganja in kasnejše erozije danes nahajajo tudi na površju planeta, so podobno kot magmatske velikega znanstvenega pomena zaradi informacij o temperaturi, pritisku in drugih okoliščinah, ki jih nudijo o velikih globinah skorje. 
Nekateri primeri metamorfnih kamnin so gnajs, skril, marmor, skrilavec in kvarcit. Pri gradnji stavb se uporabljajo ploščice iz skril in kvarcita. Za gradnjo in kot medij za kiparstvo je cenjen tudi marmor. Po drugi strani pa lahko tla iz skrilavca predstavljajo izziv za nizke gradnje zaradi svojih izrazitih šibkosti.

## Izvor
Metamorfne kamnine tvorijo enega od treh velikih oddelkov vrst kamnin. Ločijo se od magmatskih kamnin, ki nastanejo iz staljene magme, in sedimentnih kamnin, ki nastanejo iz sedimentov, erodiranih iz obstoječe kamnine ali kemično izločenih iz vodnih teles.
Metamorfne kamnine nastanejo, ko se obstoječa kamnina fizikalno ali kemično preoblikuje pri povišani temperaturi, ne da bi se dejansko v veliki meri stopila. Pomen segrevanja pri nastajanju metamorfnih kamnin je prvi opazil pionir škotski naravoslovec James Hutton, ki ga pogosto opisujejo kot očeta sodobne geologije. Hutton je leta 1795 zapisal, da so bile nekatere skalne plasti Škotskega višavja prvotno sedimentne kamnine, vendar jih je preoblikovala velika vročina.
Hutton je tudi domneval, da je pritisk pomemben pri metamorfizmu. To hipotezo je preizkusil njegov prijatelj James Hall, ki je zaprl kredo v improvizirano tlačno posodo, izdelano iz topovske cevi, in jo segrel v peči za livarno železa. Hall je ugotovil, da je tako nastal material, ki je močno podoben marmorju, ne pa običajnemu žganemu apnu, proizvedenemu s segrevanjem krede na prostem. Francoski geologi so pozneje dodali metasomatizem, kroženje tekočin skozi zakopane kamnine, na seznam procesov, ki pomagajo pri metamorfizmu. Vendar pa lahko metamorfizem poteka brez metasomatizma (izokemični metamorfizem) ali v globinah le nekaj sto metrov, kjer so pritiski relativno nizki (na primer pri kontaktnem metamorfizmu).
Metamorfni procesi spremenijo teksturo ali mineralno sestavo metamorfizirane kamnine.

### Tipi metamorfizma
- termalna metamorfoza; zgled kamnine je marmor
- tektonska metamorfoza; zgled kamnine je milonit
- regionalna metamorfoza; zgled kamnine je gnajs

### Mineraloške spremembe
Metasomatizem lahko spremeni skupno sestavo kamnine. Vroče tekočine, ki krožijo skozi pore v kamnini, lahko raztopijo obstoječe minerale in oborijo nove minerale. Raztopljene snovi se prenašajo iz kamnine s tekočinami, medtem ko nove snovi prinašajo sveže tekočine. To lahko očitno spremeni mineralno sestavo kamnine.
Vendar pa lahko pride do sprememb v mineralni sestavi, tudi če se osnovna sestava kamnine ne spremeni. To je mogoče, ker so vsi minerali stabilni le v določenih mejah temperature, tlaka in kemičnega okolja. Na primer, pri atmosferskem tlaku se mineral kianit spremeni v andaluzit pri temperaturi približno 190 °C. Andaluzit pa se spremeni v silimanit, ko temperatura doseže približno 800 °C. Vsi trije imajo enako sestavo, Al2SiO5. Podobno je forsterit stabilen v širokem razponu tlaka in temperature v marmorju, vendar se pretvori v piroksen pri povišanem tlaku in temperaturi v bolj s silikati bogati kamnini, ki vsebuje plagioklaz, s katerim forsterit kemično reagira.
Številne zapletene visokotemperaturne reakcije lahko potekajo med minerali, ne da bi se ti stopili, in vsaka proizvedena mineralna združba kaže temperature in pritiske v času metamorfizma. Te reakcije so možne zaradi hitre difuzije atomov pri povišani temperaturi. Porna tekočina med mineralnimi zrni je lahko pomemben medij, skozi katerega se izmenjujejo atomi.

### Teksturne spremembe
Spremembo velikosti delcev kamnine med procesom metamorfizma imenujemo rekristalizacija. Na primer, majhni kristali kalcita v sedimentnem kamninskem apnencu in kredi se spremenijo v večje kristale v metamorfnem kamnitem marmorju. V metamorfiziranem peščenjaku rekristalizacija prvotnih zrn kremenovega peska povzroči zelo kompakten kvarcit, znan tudi kot metakvarcit, v katerem so pogosto prepleteni večji kristali kremena. Visoke temperature in pritiski prispevajo k rekristalizaciji. Visoke temperature omogočajo atomom in ionom v trdnih kristalih, da migrirajo in tako reorganizirajo kristale, medtem ko visoki pritiski povzročijo raztopino kristalov v kamnini na njihovi točki stika.

## Opis
Za metamorfne kamnine je značilna mineralna sestava in tekstura.

### Metamorfni minerali
Ker je vsak mineral stabilen le v določenih mejah, prisotnost določenih mineralov v metamorfnih kamninah kaže približne temperature in tlake, pri katerih je kamnina prestala metamorfozo. Ti minerali so znani kot indeksni minerali. Primeri vključujejo silimanit, kianit, stavrolit, andaluzit in nekaj granata.
Druge minerale, kot so olivini, pirokseni, rogovače, sljude, glinenci in kremen, lahko najdemo v metamorfnih kamninah, vendar niso nujno posledica procesa metamorfizma. Ti minerali lahko nastanejo tudi med kristalizacijo magmatskih kamnin. So stabilni pri visokih temperaturah in tlakih in lahko med metamorfnim procesom ostanejo kemično nespremenjeni.

### Tekstura
Metamorfne kamnine so običajno bolj grobo kristalne kot protolit, iz katerega so nastale. Atomi v notranjosti kristala so obdani s stabilno razporeditvijo sosednjih atomov. Ta delno manjka na površini kristala, kar proizvaja površinsko energijo, zaradi katere je površina termodinamično nestabilna. Prekristalizacija v bolj grobe kristale zmanjša površino in tako minimizira površinsko energijo.
Čeprav je grobljenje zrn pogost rezultat metamorfizma, lahko kamnina, ki je močno deformirana, odpravi deformacijsko energijo s prekristalizacijo v drobnozrnato kamnino, imenovano milonit. Nekatere vrste kamnin, kot so tiste, bogate s kremenom, karbonatnimi minerali ali olivinom, so še posebej nagnjene k tvorbi milonitov, medtem ko sta glinenec in granat odporna na milonitizacijo.

### Foliacija
Številne vrste metamorfnih kamnin kažejo značilno plastenje, imenovano foliacija (izpeljana iz latinske besede folia, kar pomeni 'listi'). Foliacija se razvije, ko se kamnina med rekristalizacijo skrajša vzdolž ene osi. To povzroči, da se kristali ploščatih mineralov, kot sta sljuda in klorit, zasukajo tako, da so njihove kratke osi vzporedne s smerjo krajšanja. Posledica tega je trakasta ali listnata kamnina, pri čemer trakovi kažejo barve mineralov, ki so jih tvorili. Listnate kamnine pogosto razvijejo ravnine cepitve. Skrilavec je primer listnate metamorfne kamnine, ki izvira iz skrila in običajno kaže dobro razvito cepljenje, ki omogoča, da se skrilavec razdeli na tanke plošče.
Vrsta foliacije, ki se razvije, je odvisna od metamorfne stopnje. Na primer, začenši z blatnikom se z naraščajočo temperaturo razvije naslednje zaporedje: blatnik se najprej pretvori v skril, ki je zelo drobnozrnata metamorfna kamnina z lističi, značilna za zelo nizko stopnjo metamorfizma. Skril se nato pretvori v filit, ki je drobnozrnat in ga najdemo na območjih nizke stopnje metamorfizma. Skrilavec je srednje do grobozrnat in ga najdemo na območjih srednje stopnje metamorfizma. Visoka stopnja metamorfizma spremeni kamnino v gnajs, ki je grob do zelo grobozrnat.
Kamnine, ki so bile izpostavljene enakomernemu pritisku z vseh strani, ali tiste brez mineralov z značilnimi rastnimi navadami, ne bodo olistane. Marmor nima ploščatih mineralov in na splošno ni foliran, kar omogoča njegovo uporabo kot material za kiparstvo in arhitekturo.

### Razvrstitev
Metamorfne kamnine so ena od treh velikih skupin vseh vrst kamnin, zato obstaja velika raznolikost vrst. Na splošno, če je mogoče določiti protolit metamorfne kamnine, je kamnina opisana tako, da se imenu protolitske kamnine doda predpona meta-. Na primer, če je znano, da je protolit bazalt, bo kamnina opisana kot metabazalt. Podobno bo metamorfna kamnina, katere protolit je konglomerat, opisana kot metakonglomerat. Da bi bila metamorfna kamnina razvrščena na ta način, mora biti protolit prepoznaven na podlagi značilnosti same metamorfne kamnine in ne na podlagi drugih informacij.
V skladu s sistemom klasifikacije Britanskega geološkega zavoda, če je vse, kar je mogoče določiti o protolitu, njegova splošna vrsta, kot je sedimentna ali vulkanska, klasifikacija temelji na mineralnem načinu (volumenski odstotki različnih mineralov v kamnini). Metasedimentne kamnine delimo na karbonatno bogate kamnine (metakarbonate ali kalcilikatne kamnine) ali na karbonatno revne kamnine, slednje pa nadalje razvrščamo glede na relativno številčnost sljude v njihovi sestavi. To sega od psamita z nizko vsebnostjo sljude prek semipelita do pelita z visoko vsebnostjo sljude. Psamite, sestavljene večinoma iz kremena, uvrščamo med kvarcite. Metaigne kamnine so razvrščene podobno kot magmatske kamnine, glede na vsebnost silicijevega dioksida, od meta-ultramafskih kamnin (ki imajo zelo malo silicijevega dioksida) do metafelzitnih kamnin (z visoko vsebnostjo silicijevega dioksida).
Če mineralnega načina ni mogoče določiti, kot se pogosto zgodi, ko se kamnina najprej pregleda na terenu, mora klasifikacija temeljiti na teksturi. Teksturne vrste so:
- Skrilavci, ki so srednjezrnate močno listnate kamnine. Ti kažejo najbolj dobro razvito skrilavost, definirano kot obseg, v katerem so ploščati minerali prisotni in poravnani v eno smer, tako da se kamnina zlahka razcepi na plošče, debele manj kot centimeter.
- Gnajsi, ki so bolj grobozrnati in kažejo debelejšo foliacijo kot skrilavci, s plastmi debeline več kot 5 mm. Ti kažejo manj dobro razvito shistoznost.
- Granofels, ki ne kažejo očitne foliacije li shistoznosti.

Hornfels je granofels, za katerega je znano, da nastane zaradi kontaktnega metamorfizma. Skrilavec je drobnozrnata metamorfna kamnina, ki se zlahka razcepi na tanke plošče, vendar ne kaže očitnega plastenja kompozicije. Izraz se uporablja samo takrat, ko je o kamnini znano zelo malo drugega, kar bi omogočilo natančnejšo klasifikacijo. Teksturne klasifikacije so lahko predpone za označevanje sedimentnega protolita (para-, kot je parašist) ali magmatskega protolita (orto-, kot je ortognajs). Kadar o protolitu ni nič znanega, se uporablja teksturno ime brez predpone. Na primer, skrilavec je kamnina s skrilasto teksturo, katere protolit ni zanesljiv.
Obstajajo posebne klasifikacije za metamorfne kamnine z vulkanoklastičnim protolitom ali nastale ob prelomu ali s hidrotermalnim kroženjem. Nekaj posebnih imen se uporablja za kamnine neznanega protolita, vendar znane modalne sestave, kot so marmor, eklogit ali amfibolit. Posebna imena se lahko uporabljajo tudi bolj splošno za kamnine, v katerih prevladuje en sam mineral, ali z značilno sestavo, načinom ali izvorom. Posebna imena, ki so še vedno v široki uporabi, vključujejo amfibolit, zeleni skrilavec, filit, marmor, serpentinit, eklogit, migmatit, skarn, granulit, milonit in skrilavec.
Osnovno klasifikacijo lahko dopolnimo z izrazi, ki opisujejo vsebnost mineralov ali teksturo. Na primer, metabazalt, ki kaže šibko škrilavost, bi lahko opisali kot gnajsov metabazalt, pelit, ki vsebuje obilo stavrolita, pa bi lahko opisali kot stavrolitni pelit.

## Pojavnost
Metamorfne kamnine sestavljajo velik del zemeljske skorje in tvorijo 12 % zemeljske površine. Spodnja kontinentalna skorja je večinoma metamafitna kamnina in pelit, ki sta dosegla granulitni facies. Srednjo celinsko skorjo prevladuje metamorfna kamnina, ki je dosegla amfibolitni facies. Znotraj zgornje skorje, ki je edini del zemeljske skorje, ki ga geologi lahko neposredno vzorčijo, se metamorfne kamnine oblikujejo samo zaradi procesov, ki se lahko zgodijo na majhni globini. To so kontaktni (termični) metamorfizem, dinamični (kataklastični) metamorfizem, hidrotermalni metamorfozem in udarni metamorfizem. Ti procesi se pojavljajo razmeroma lokalno in običajno dosežejo samo nizkotlačne faciese, kot sta hornfels in sanidinitni facies. Večina metamorfnih kamnin nastane z regionalnim metamorfizmom v srednji in spodnji skorji, kjer kamnina doseže metamorfni facies z višjim pritiskom. To kamnino najdemo na površju le tam, kjer sta obsežno dvigovanje in erozija izkopala kamnino, ki je bila prej veliko globlje v skorji.